# 홍콩의 선사 시대
선사 시대 홍콩은 홍콩에 첫 인류가 도래한 시점부터 한나라 시기 기록된 중국 역사가 시작될 때까지의 기간이다. 홍콩을 포함할 수도 있는 남부 지역의 역사는 기원전 214년 진 시황제가 백월을 정복하고 교주를 세우면서 처음 기록된 것으로 알려져 있다.
선사 시대는 석기 시대와 청동기 시대로 나눌 수 있다. 고고학적 증거에 따르면 가장 오래된 인류 정착지는 기원전 38,000년으로 거슬러 올라가는 웡테이퉁 지역이다.

## 석기 시대

### 구석기 시대
홍콩의 후기 구석기 시대 정착지 증거는 사이궁반도의 사파텀만 옆 샴청의 웡테이퉁에서 발견되었다. 이 지역의 경사면에서 6000점의 유물이 발견되었고, 홍콩 고고학회와 중산 대학 링난 고고학 연구센터에서 공동으로 확인했다. 사파텀만은 그 시기에는 강 계곡이었고, 고대인들은 웡테이퉁의 석기 제작지에서 타이포 하버와 미르스 베이 근처 정착지로 석기를 운반한 것으로 여겨진다.

### 신석기 시대

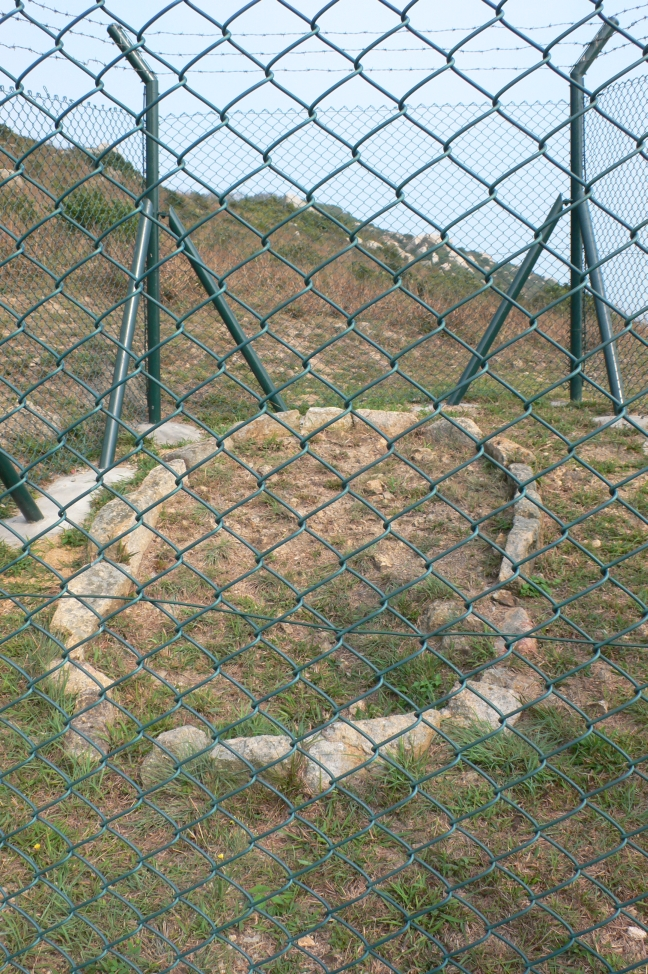
판라우의 스톤 서클

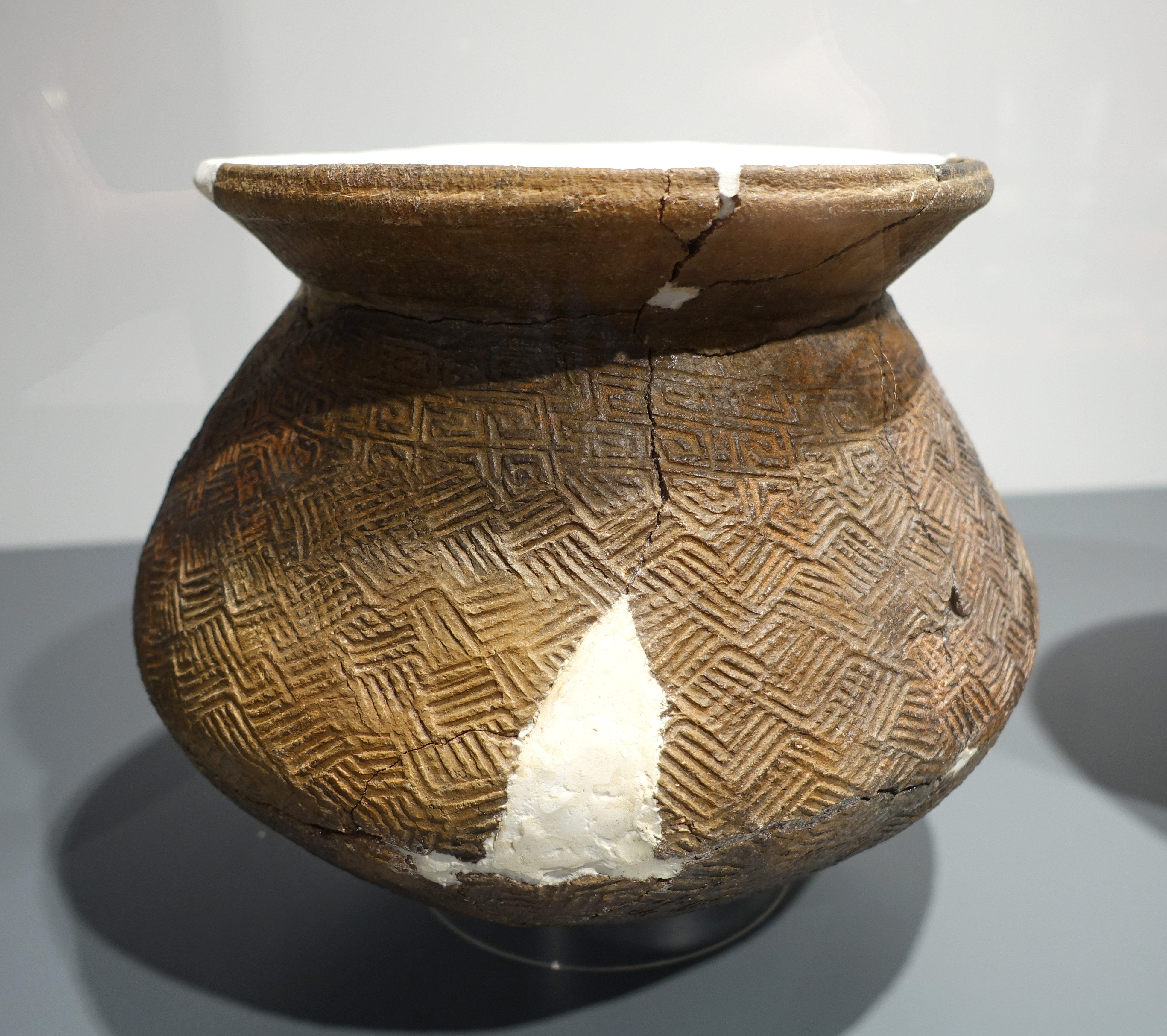
마완 퉁완차이에서 발견된 후기 신석기 시대 토기. 홍콩 역사박물관

신석기 시대는 약 7,000년 전 홍콩에서 시작되었다. 퉁완차이 북부(마완)와 사타우콕의 발굴은 이 시기의 토기 증거를 보여주지만, 절대 연대 부족으로 인해 이 시기 이전에 토기가 있었는지 여부는 밝히지 못한다. 이 지역의 신석기 시대는 네 단계로 나뉜다. 1단계는 약 7,000년 전 신석기 시대가 시작된 시기이다. 2단계는 약 6500~6000 BP로, 흰색 및 채색된 분필 자기와 함께 갈아 만든 돌도끼와 도끼, 그리고 박편 석기가 존재했다. 3단계는 약 6000~5000 BP에 시작되었으며, 새겨진 흰색 분필 자기와 어깨 돌 도구로 식별된다. 마지막 단계는 약 5000~3500 BP로, 기하학적 무늬의 토기, 계단식 돌도끼, 어깨 돌도끼 및 더 많은 갈아 만든 돌 도구가 존재했다.
홍콩은 화난 해안에 위치한다. 중국 북부와 달리 이 지역의 정착민은 체족(중국어: 輋族)이었다. 발굴된 신석기 시대 유물은 룽산을 포함한 중국 북부의 석기 시대 문화와는 다른 점을 보여준다. 홍콩에서 발굴된 유적지는 대체로 홍콩의 서부 해안에 위치해 있었다. 이 위치는 남동풍을 피하고 인근 해안에서 식량을 채취하기 위해 선택된 것으로 보인다. 정착지는 청차우섬, 란터우섬, 라마섬에서 발견할 수 있다.
홍콩섬의 청홈콕에서 불 사용의 증거가 발견되었다. 신석기 시대 후기에는 정착지가 해안에서 인근 언덕으로 확장되었다.
홍콩의 판라우 및 다른 지역에서 스톤 서클이 발견되었다. 그 목적은 아직 밝혀지지 않았지만, 일부는 숭배와 관련이 있다고 제안한다.

## 청동기 시대
전국 시대의 도래는 북쪽의 불안정성을 피하기 위해 남쪽으로 이주했을 것으로 추정되는 수많은 백월족을 이 지역으로 유입시켰다. 청동 광산, 어업, 전투 및 의례 도구가 란터우섬과 라마섬에서 발굴되었다. 마완은 홍콩에서 직접적인 증거가 있는 가장 오래된 정착지였다. 또 다른 곳은 룽구탄이다. 청동 도구는 란터우섬, 청차우섬, 첵랍콕섬에서도 발견되었다. 하팍나이에서는 규칙적인 구멍이 발견되었다. 이는 그 시기 대규모 주택의 기초였던 것으로 여겨진다.
월족은 토착 체족과 경쟁하고 동화되었다. 그들 사이에 전쟁이 있었을 것으로 추정된다. 진나라의 진 시황제는 많은 수의 병사와 진나라 백성을 광둥성으로 보냈고, 이는 경쟁을 심화시켰다. 최근 고고학적 발견에 따르면, 월 문명과 진나라 및 한나라 문명 사이에는 상당한 차이가 있었을 수 있다. 한나라 시기에 쓰여진 역사 기록에 따르면, 월족(현재 중국 남부 지역의 주강을 따라 기원한 민족)은 주로 문명이 거의 없거나 전혀 없는 야만인이었다. 그러나 고고학적 증거는 월 문명이 정교하고 발전했음을 시사한다.
진나라 통치 및 초기 한나라 통치와 관련된 기록물이나 유물은 아직 없다. 후한 시대의 리청욱 한묘 발굴로 홍콩은 선사 시대를 벗어나게 된다.

### 암각화

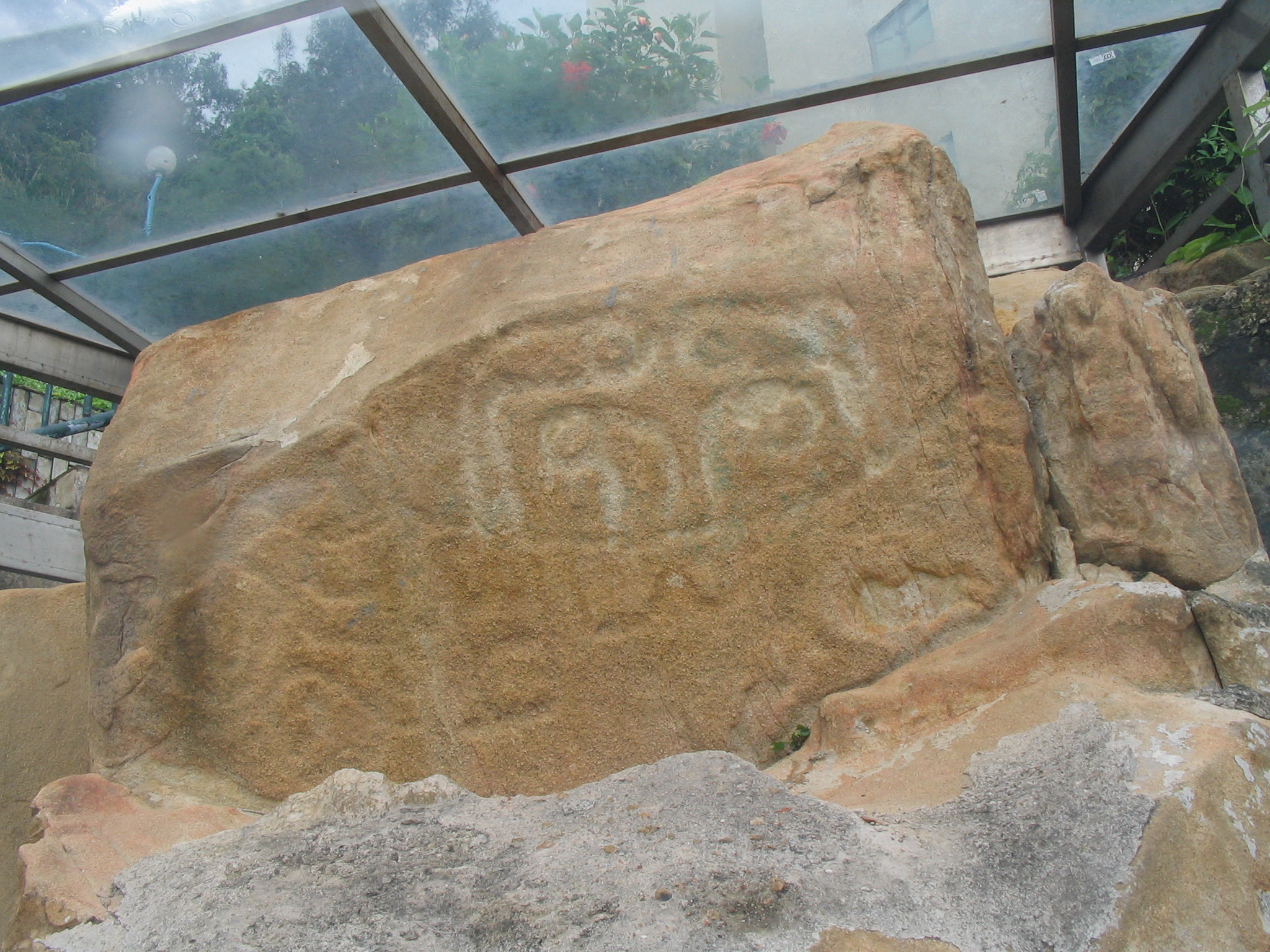
청차우섬의 암각화, 1970년 워윅 호텔 아래 섬 동쪽에서 발견된 3000년 된 암각화. 작은 함몰부를 둘러싸는 두 그룹의 유사한 새겨진 선으로 구성된다.

9개의 암각화가 발견되어 선언 기념물로 지정되었다:
- 홍콩섬의 빅웨이브베이[7][8]
- 홍콩섬의 케이프 콜린슨. 2018년 10월 발견.[9]
- 청차우섬[7][10]
- 카우사이차우섬[11]
- 사이궁구의 룽하완[12]
- 포토이섬[13][7]
- 란터우섬의 섹픽[14]
- 퉁룽섬[15]
- 웡죽항[16]

모두 청동기 시대로 거슬러 올라가는 것으로 추정되며, 이는 중국 북부의 상나라와 대략 일치한다. 이 암각화들은 또한 악천후를 달래기 위한 의도였을 것으로 여겨진다.

## 선사 시대 유적지
스톤 서클과 암각화 외에도 홍콩에서는 여러 선사 시대 유적지가 연구되었다. 여기에는 다음이 포함된다:
- 마완 – 중기 신석기 시대(약 기원전 3000년), 후기 신석기 시대(약 기원전 2000년), 화난 해안의 초기에서 후기 청동기 시대(기원전 1500년~기원전 500년)의 선사 시대 유적이 발견되었다.[18]
- 사이궁반도의 웡테이퉁[19]
- 홍콩 고고학회의 다른 발굴

## 같이 보기
- 홍콩 역사박물관